# Marianne Fredriksson
Marianne Fredriksson   (Göteborg, 28 de març de 1927 - Österskär, 11 de febrer de 2007) va ser una escriptora i periodista sueca. Va treballar i va viure a Roslagen i Estocolm.

## Biografia
Abans de convertir-se en una novel·lista, era periodista per a diversos periòdics i revistes sueques, entre les quas el Göteborgstidningen, el Svenska Dagbladet, els diaris Vi Föräldra i Allt om Mat, i fou nomenada redactora en cap de la revista Allt i Hemmet. El 1974 va passar a dirigir el suplement Idag, del prestigiós rotatiu Svenska Dagbladet. La seva dedicació professional li va valer el premi periodístic Stora-priset, l'equivalent suec del premi Pulitzer de periodisme.
El 1980, com a resultat d'una crisi personal, va començar la seva tardana però reeixida carrera com a escriptora, que ja no s'aturaria, i que li va servir per guanyar importants premis literaris nacionals i internacionals.
Després d'aquell primer llibre, Evas bok (El llibre d'Eva), Fredriksson va publicar 16 novel·les més, moltes de les quals serien traduïdes a l'anglès, l'alemany i altres llengües, fins a un total de més de quaranta d'idiomes. A través d'una presència constant de personatges femenins explora les diferents emocions humanes, com l'amor, la maldat, la por o la ira.
En els seus primers llibres, l'autora tracta temes i personatges bíblics, però després passa a la sagues familiars, sense oblidar qüestions com la violència contra les dones. Una de les seves novel·les més conegudes, Les filles de Hanna, és una història de dones, narrada per la neta de qui dona títol al llibre, que investiga el passat familiar, mentre es presenta de manera paral·lela la història de Suècia des de finals del segle xix. A Aus migratorias, parla de la força redemptora de l'amistat que, segons ella, «serà més important que l'amor». L'última de les seves novel·les, Ondskans leende, es va publicar el 2006.
Va morir a Österskär el 12 de febrer de 2007 als 79 anys d'un atac de cor.

## Obres

### Ficció
- Evas bok (El llibre d'Eva), 1980
- Kains bok (El Llibre de Caín), 1981
- Noreas Saga (La saga de Norea), 1983
- Paradisets barn, 1985 (Aquest llibre recull les tres obres anteriors: Evas bok, Kains bok i Noreas Saga
- Simon och ekarna, 1985
- Den som vandrar om natten, 1988
- Gåtan, 1989
- Syndafloden, 1990
- Blindgång, 1992
- Anna, Hanna och Johanna, 1994[6]
- Enligt Maria Magdalena, 1997
- Flyttfåglar, 1999
- Älskade barn, 2001
- Skilda verkligheter, 2004
- Ondskans leende, 2006

Editada en català
- La història de Simon
- Les filles de Hanna
- Aus migratòries
- Estimada filla
- La vida amb en Jan

## No ficció
- På akacians villkor, 1993. Escrita amb Bengt Warne.
- Om kvinnor vore kloka skulle världen stanna, 1993
- De elva sammansvurna, 1997. Escrita amb Ann Fredriksson